# Кавальєр (футбольний клуб)
Футбольний клуб «Кавальєр» (англ. Cavalier Football Club) — професійний ямайський футбольний клуб із міста Кінгстон, який виступає в Прем'єр-лізі Ямайки. Клуб грає свої домашні матчі на стадіоні «Іст Філд» місткістю 3 тисячі глядачів.

## Історія
Клуб «Кавальєр» був заснований 1 серпня 1962 року покійним Лейтоном Дунканом, і початково був відомий як «Duncan Destroyers». Команда тричі, у 1981, 2021 та 2023—2024 роках, вигравала Прем'єр-лігу Ямайки. Клуб також відомий своїми молодіжними командами, які виграли більше 40 національних турнірів. У 1995 році «Кавальєр» вибув із найвищого дивізіону, та повернувся до Прем'єр-ліги Ямайки у 2012 році після 17-річної перерви, та завершив перший сезон у найвищому дивізіоні після тривалої перерви в середині турнірної таблиці.

## Титули і досягнення
- Чемпіон Ямайки (3): 1980—1981, 2021, 2023—2024
- Карибський кубок КОНКАКАФ (1): 2024